# Gare du Nord USFRT (metropolitana di Parigi)
Gare du Nord USFRT (che sta per unité spécialisée en formation et réglementation du transport, in italiano unità specializzata nella formazione e regolamentazione del trasporto) è il nome dato alla stazione ex capolinea Gare du Nord della linea 5 della metropolitana di Parigi, prima di estenderla a nord-est nel 1942. La stazione si trova nel X arrondissement di Parigi.
La stazione e i binari adiacenti attualmente servono come centro di istruzione per il personale RATP.

## Evoluzione della stazione e binari afferenti

### Prima del 1942: capolinea della linea 5
Dopo la stazione di Gare de l'Est, la linea 5 percorreva per un centinaio di metri lo stesso tunnel della linea 7. La linea 7 poi passava sotto la linea 5 e continuava sotto la rue Chabrol. La linea 5 seguiva boulevard de Magenta prima di rue de Saint-Quentin, piegava a sinistra una volta per andare in rue de Dunkerque (davanti alla Gare du Nord) e poi di nuovo a sinistra per entrare nel boulevard Denain; lì si trovava il vecchio terminal. Il tracciato poi, riguadagnato il boulevard Magenta, percorreva circa 150 metri prima di "chiudere il cerchio" e tornare alla Gare de l'Est.

### Dopo il 1942: estensione della linea 5 a Pantin
Nella sua estensione a Église de Pantin, la stazione non rispondeva più ai requisiti richiesti: il layout doveva essere alterato o si doveva costruire una nuova stazione sotterranea. Venne scelta questa seconda soluzione. La nuova fermata fu situata nella rue du Faubourg-Saint-Denis; la nuova galleria partiva dal lato est del vecchio anello terminale all'incrocio tra rue Saint-Quentin e rue La Fayette.

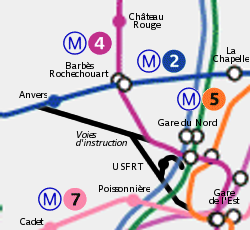
Localizzazione

### Distruzione parziale del tunnel per la costruzione della RER
L'anello terminale della linea 5 è stato tagliato alla fine degli anni 1970 durante lo scavo del tunnel della RER B tra Châtelet - Les Halles e Gare du Nord, oggi utilizzato anche dalla RER D.
Il vecchio tunnel è stato distrutto tra l'intersezione tra rue Saint-Quentin e rue La Fayette e l'intersezione tra rue Saint-Quentin e rue de Dunkerque.

### Centro di formazione
I binari sono usati oggi per la formazione dei conducenti della metropolitana. Per questo sono collocati lungo il percorso diversi segnali fittizi, così come nello stesso tunnel sono simulati i cartelli di più stazioni (Gare de l'Est, Bastiglia, ecc).